# Sorood-e Shahanshahi Iran

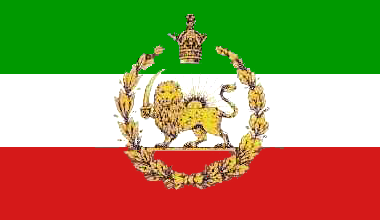
De Koninklijke Iraanse vlag was een ander symbool van de Koninklijke Familie van Iran

"Sorood-e Shahanshahi Iran" of "De Keizerlijke saluut van Iran" was het nationale volkslied van Iran tijdens de Pahlavidynastie van 1933 tot aan de Islamitische Revolutie van 1979, toen het keizerrijk en daarmee het lied werd afgeschaft. De muziek is gemaakt door Davood Najmi Moghaddam, en de tekst is geschreven door M.H. Afsar.
Sorood-e Shahanshahi Iran was de nationale hymne, die de prestaties van de Sjah en zijn dynastie bezong. De koninklijke vlag van Iran, zoals hier afgebeeld, was een ander symbool van de Koninklijke Familie van Iran.

## Tekst
| Perzisch origineel | Transliteratie (UniPers) | Nederlandse vertaling (uit het Engels!) |
| شاهنشاه ما زنده بادا پايد کشور به فرش جاودان کز پهلوی شـد ملک ایران صد ره بهتر زعهد باستان از دشمنان بودی پریشان در سايه اش آسوده ایران ايرانیان پيوسته شادان همواره يزدان بود او را نگهبان | Šâhanšâhe mâ zende bâdâ Pâyad kešvar be faraš jâvedân Kaz Pahlavi šod molke Irân Sad rah behtar ze ahde bâsetân Az došmanân budi parišân Dar sâye aš âsude Irân Irâniyân peyvaste šâdân Hamvâre Yazdân bovad urâ negahbân | Lang leve de Sjah, de Koning der Koningen Moge zijn glorie ons land onsterfelijk maken Want de Pahlavidynastie maakte Iran Honderd maal beter dan waar het stond Eens geteisterd door haar vijands woede Heeft het nu vrede in zijn zeker beleid Wij van Iran, verheugen ons in elk tijdperk Oh, moge God hem beschermen, nu en in de eeuwigheid |